# Матораль

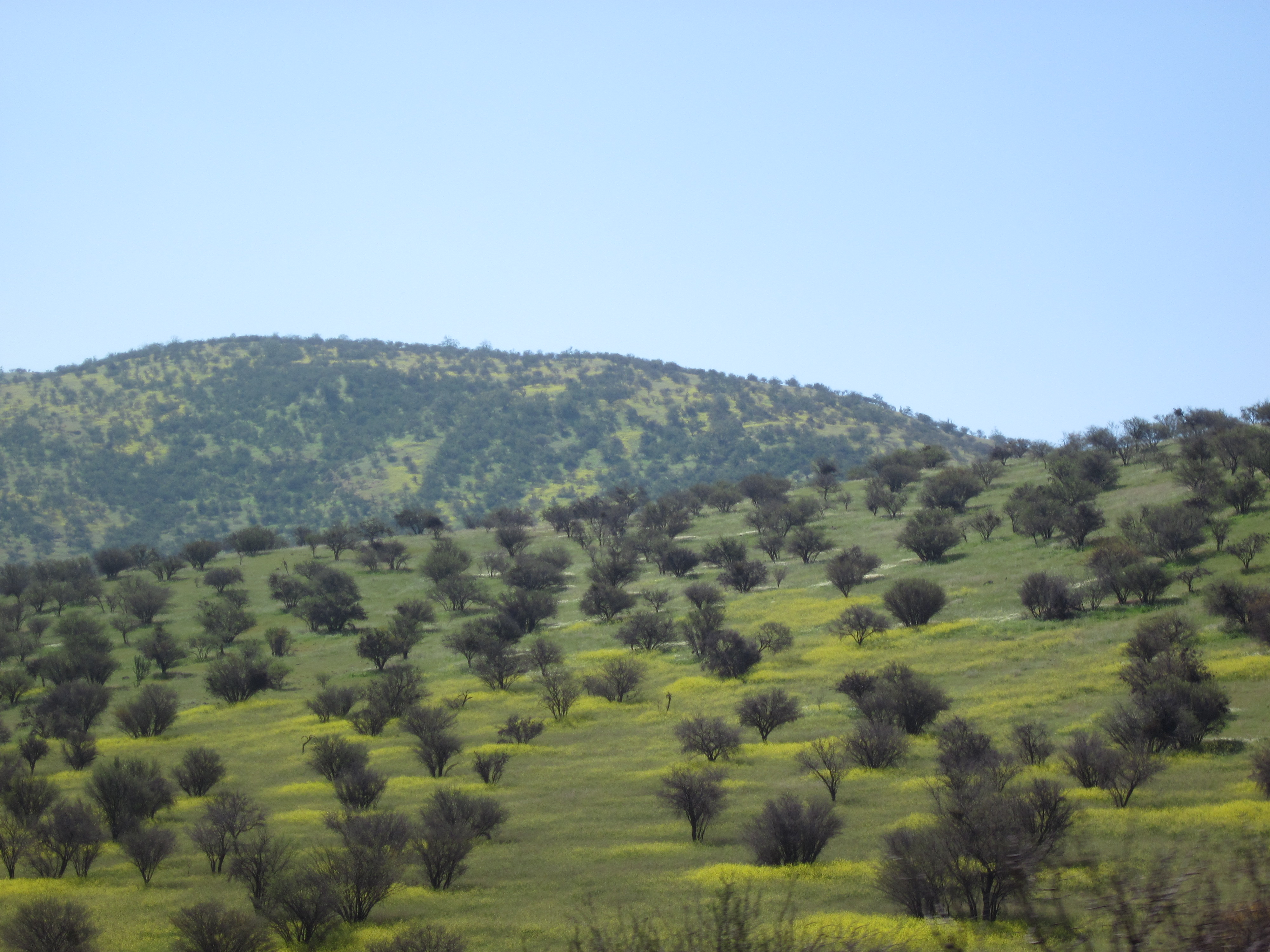
Весна в чилійському маторалі за кілька кілометрів на північ від Сантьяго вздовж Панамериканського шосе

Матораль, Маторраль (англ. Matorral) — іспанське слово разом із tomillares, що означає чагарник, зарості або кущі.. Термін використовується для назви та опису екосистеми середземноморського клімату в Південній Європі та ін.

## Середземноморський регіон
Матораль спочатку стосувався чагарників і лісів у регіонах із середземноморським кліматом в Іспанії та інших країнах Середземноморського басейну. Ці чагарники та ліси є рослинним угрупованням і окремим місцем існування. Інші поширені загальні назви цієї екосистеми середземноморських чагарників середземноморського регіону: у Франції як маквіс і гарига в Італії як Macchia Mediterranea; у Греції як Фрігана; у Португалії як Mato; і в Ізраїлі як Batha. Тепер термін Матораль використовується ширше, щоб охоплювати подібні біоугруповання, де б вони не відбувалися.
У Португалії термін mato або matagal використовується для позначення чагарників, які утворилися на кембрійських і силурійських сланцях на півночі та в центральній частині Португалії.
Середземноморські чагарники часто є частиною мозаїчного ландшафту, який перемежовується лісами, рідколіссями, луками та чагарниками.

## Америки
Термін Матораль виник після іспанської колонізації американського континенту та використовується для позначення як середземноморських (кліматичних) лісів, так і чагарників , а також екосистем ксерикових чагарників у Мексиці,  Чилі та інших місцях.
У центральній частині Чилі є райони Чилійського Маторралю, включаючи частини національного парку Ла-Кампана.
Матораль Центральної Мексики, матораль Мексиканського нагір'я, Тамауліпаський матораль і матораль Теуаканської долини — екорегіони склерофітних чагарників Мексики.
Португальський термін mato був імпортований у колоніальну східну Південну Америку, де він використовувався для позначення великих площ чагарників, саван і затоплюваних луків, які називаються Мату-Гросу, у сучасній західній Бразилії.